# Hymn Selangoru
Duli Yang Maha Mulia – hymn malezyjskiego stanu Selangor. Został przyjęty w 1967 roku, powstał na zlecenie sułtana Salahuddina. Melodię skomponował Saiful Bahri.
Duli Yang Maha Mulia
Duli Yang Maha Mulia

Selamat Di Atas Takhta

Allah Lanjutkan Usia Tuanku

Rakyat Mohon Restu

Bawah Duli Tuanku

Bahagia Selama-lamanya

Aman Dan Sentosa

Duli Yang Maha Mulia